# Alchemilla palii
Alchemilla palii é uma espécie de rosácea do gênero Alchemilla, pertencente à família Rosaceae.